# Stenoidion apicatum
Stenoidion apicatum är en skalbaggsart som först beskrevs av Martins 1962.  Stenoidion apicatum ingår i släktet Stenoidion och familjen långhorningar. Inga underarter finns listade i Catalogue of Life.